# Hans Schouwman
Johan Dirk (Hans) Schouwman (Gorinchem, 8 augustus 1902 – Den Haag, 8 april 1967) was een Nederlands pianist en muziekpedagoog.
Hij was zoon van Dirk Schouwman en Johanna Maria Geertruida Ravenswaaij. Zijn vader overleed vlak na zijn geboorte (1905)  Hijzelf was getrouwd met alt Helena Quispel (circa 1916-1991) met wie hij ook wel optrad.
Hij kreeg een uitgebreid en brede muziekopleiding. Zo kreeg hij pianolessen van Anton Verhey in zijn geboortestad, Howard Jones in Londen en Paul Loyonnel in Parijs. Er waren ook zanglessen van Aaltje Noordewier-Reddingius en Pierre Bernac. Aanvullend onderwijs kwam van Peter van Anrooy. Het leidde niet tot een langdurige zang- of pianoloopbaan. Voor dat laatste zijn er wel optredens bekend met het Residentie Orkest (Franz Liszt: Pianoconcert in Es) en het Rotterdams Philharmonisch Orkest (Liszt: Fantasie over Hongaarse volkswijzen). Hij wendde zich al vroeg tot het geven van muziekles. Eerst was er de functie van persoonlijk assistent van Noordewier-Reddingius en later een kamermuziekklas in Rotterdam. Wouter Paap constateerde dat die opleiding op zowel stem als piano hem ideaal maakte voor zanglessen. In 1920 was hij aangesloten bij het toneelgezelschap "Die Ghesellen van den Spele" van Eduard Veterman. Hij was vanaf 1922 betrokken bij het programma Daily Mail van de Haagsche draadomroep, hij deed dat samen met technicus Hanso Idzerda. In Nederland verzorgde hij vanaf 1928 cyclussen voor de VPRO-radio, vooral gewijd aan vergeten werken en/of componisten; hij zou dat aan zijn dood volhouden. Om die muziek ook ten gehore te (kunnen) brengen richtte hij een aantal gezelschappen op, zoals daar zijn Sonata da Camera, Collegium Musicum Artes Antiqua, Hortus Musicus en het Haags Barok Trio. Door hem kwam er in 1951 de Stichting Vonem (Stichting voor Oud-Nederlandse Muziek) van de grond.
Hij schreef tussen 1936 en 1956 ook aan aantal composities met name op het gebied van liederen en schreef kamermuziek. Te noemen zijn:
- 1944: Trio voor klarinet, fagot en piano
- 1953: Blaaskwintet
- 1958: Suite voor schoolorkest (schoolmuziek)
- 1965: De prinses op de erwt (schoolopera)
- De stukgedanste balletschoentjes.

Schouwman droeg zijn Oasen, een liederencyclus voor alt, hobo en piano opus 73 op tekst van Rolf Italiaander aan zijn vrouw op.
Hij schreef ook een biografie over Jean Sibelius en publicaties over Noordewier-Reddingius en J.A. Hasse.
Ook na zijn dood bleef Schouwman van betekenis voor de Nederlandse muziek. Hij had een uitgebreide verzameling van muziek die ofwel vergeten was ofwel op de rand tot vergeten stond. Een aantal musici waaronder Meta Bourgonjen (een leerling van Schouwman), Carel van Leeuwen Boomkamp, Piet Nijland, Willem Noske en Wim Thijsse spanden zich in om die werken middels de Stichting Hans Schouwman uitgevoerd en gepubliceerd te krijgen. De daartoe interessantste werken had Schouwman zelf voor zien van Basso continuo-partijen.  De stichting kreeg in 1973 de ANV-Visser Neerlandiaprijs
Hans Schouwman werd gecremeerd op Ockenburg.